# Les Mallorquines
Les Mallorquines és un veïnat del municipi de Sils (la Selva), format a partir d'un hostal al Camí Ral de Girona a Barcelona per l'interior. És ubicat a la cruïlla dels termes de Vallcanera, Riudarenes i Sils.
Aquest hostal, anomenat Hostal de les Mallorquines va adquirir importància a partir del Segle XVI, i va atreure ràpidamenet ferrers, carreters, collaters, roders, etc. El 1567 ja hi havia vint cases, al llarg del carrer que travessava el camí ral.